# ナガエサカキ属
ナガエサカキ属 Adiandra はモッコク科に属する樹木の1群。日本では琉球列島だけに見られる。

## 特徴
常緑性の高木。葉は革質で互生で時に2列に配置し、あるいは葉枝先に集まり、鋸歯はないか、あるいはごく浅く出る。葉柄はないか、あるいは短い。花は両性花でやや大きく、花にはやや長い柄がある。花は葉腋から単生するか短い枝の上に2花を生じる例もある。花梗の先端には萼に似た苞が2個、、時に3個ある。萼は5、基部は多少融合して宿在する。花弁も5で基部が融合する。雄蘂は多数あって花弁の基部内側に癒合する。子房は不完全な3-5室となり、各室に多数の胚珠を含む。柱頭は分岐しないか先端部が3-5に浅く割れるが、基部まで5つに深く割れる例もある。果実は液果で基部は宿在する萼に包まれ、種子は各室に多数が含まれる。やや大きい種子を少数しか含まない例もある。
学名はadinos（密集した）とandros（雄蘂）に由来する。

## 分布と種
約70種が知られ、ほとんどがアジアの熱帯域から知られる。他にニューギニアに少数種、それにアフリカ東部に1種がある。琉球列島のものは分布の東北端に当たる。

## 種
日本では琉球列島からのみ知られ、以下の2種があり、いずれもその地域の固有種である。
- Adinandra ナガエサカキ属
  - A. ryukyuensis リュウキュウナガエサカキ：沖縄島
  - A. yaeyamensis ケナガエサカキ：石垣島・西表島

## 利害
日本では特になにもない。
中国では A. nitida が伝統的にお茶に使われ、また様々な薬効があることでも知られる。現在もその分野の研究が行われている。